# Србија на Европском првенству у атлетици у дворани 2009.
Србија је учествовала на 30. Европском првенству у дворани 2009 одржаном у Торину, Италија, од 6. до 8. марта у мулти-спортској дворани Oval Lingotto. Ово је било друго Европско првенство у атлетици у дворани од 2006. године од када Србија учествује самостално под овим именом.
На првенству у Торину, Србију је представљало шесторо спортиста (2 мушкараца и 4 жене) који су се такмичили у 5 дисциплина. И после овог првенства спортисти Србије су остали у групи земаља које нису освајале медаље на европским првенствима у дворани. Иако нису освојили медаље успели су оборити 3 национална и један лични рекорд.
Најуспешнија од шест српских представника била је Биљана Топић, која је у финалу троскока заузела 4 место.

## Учесници
| Бр. | Дисциплина    | Мушкарци                              | Жене                                   | Укупно |
| --- | ------------- | ------------------------------------- | -------------------------------------- | ------ |
| 1   | 1.500 м       | Горан Нава, АК Партизан, Београд      | Марина Мунћан, АК Динамо Панчево       | 2      |
| 2   | 3.000 м       |                                       | Соња Столић, АК Мокра Гора Зубин Поток | 1      |
| 3   | 60. м препоне |                                       | Јелена Јотановић, АК Партизан, Београд | 1      |
| 4   | Скок увис     | Драгутин Топић, АК Војводина Нови Сад |                                        | 1      |
| 5   | Троскок       |                                       | Биљана Топић, АК Раднички Крагујевац   | 1      |
|     | Укупно (5)    | 4                                     | 6                                      |        |

## Резултати српских спортиста
Резултати ЕП 2009.
| Атлетичар        | Дисциплина   | Група      | Група            | Полуфинале | Полуфинале | Финале            | Финале            |
| Атлетичар        | Дисциплина   | Резултат   | Место            | Резултат   | Место      | Резултат          | Место             |
| ---------------- | ------------ | ---------- | ---------------- | ---------- | ---------- | ----------------- | ----------------- |
| Горан Нава       | 1.500 м      | 3:41,60 НР | 4 у 1. групи кв. |            |            | 3:48,65           | 8                 |
| Драгутин Топић   | скок увис    | 2,27       | 6 у 1. групи кв. |            |            | 2,25              | 8                 |
| Марина Мунћан    | 1.500 м      | 4:12,23 НР | 5 у 2. групи     |            |            | 4:20,01           | 8                 |
| Соња Столић      | 3.000 м      | 9:10,10 ЛР | 6 у 2. групи     |            |            | Није се пласирала | Није се пласирала |
| Јелена Јотановић | 60 м препоне | 8,24       | 4 у 2. групи кв. | 8,28       | 8 у 2 ПФ   | Није се пласирала | Није се пласирала |
| Биљана Топић     | троскок      | 14,08      | 5 у 1. групи кв. |            |            | 14,37 НР          | 4                 |

кв. = квалификовали се по резултату.